# 状态方程 (宇宙学)
在宇宙学中，宇宙的状态方程被描述为一个理想流体的状态方程。这个状态方程的特征参数是一个无量纲参数{\displaystyle w\,}，它等于宇宙的能量-动量张量中压力{\displaystyle p\,}和能量密度{\displaystyle \rho \,}的比值：{\displaystyle w=p/\rho }。它同时和热力学中的状态方程以及理想气体状态方程有密切联系。

## 方程
一个理想气体的状态方程可以写作
{\displaystyle p=\rho _{m}RT=\rho _{m}C^{2}\,}
其中{\displaystyle \rho _{m}}是质量密度，{\displaystyle R\,}是普适气体常数，{\displaystyle T\,}是温度，{\displaystyle C={\sqrt {RT}}\,}是气体分子的热运动特征速率。
从而有
{\displaystyle w={\frac {p}{\rho }}={\frac {\rho _{m}C^{2}}{\rho _{m}c^{2}}}={\frac {C^{2}}{c^{2}}}\approx 0}
其中对一个“冷”的气体而言有{\displaystyle \rho =\rho _{m}c^{2}\,}并且{\displaystyle C\ll c\,}，c是真空中的光速。

### 弗里德曼-勒梅特-罗伯逊-沃尔克度规和状态方程
状态方程可以应用到弗里德曼-勒梅特-罗伯逊-沃尔克度规来描述一个充满理想流体的各向同性宇宙随时间的演化情况。如果采用{\displaystyle a\,}作为宇宙標度因子，则有
{\displaystyle \rho \propto a^{-3(1+w)}.}
如果流体是充斥在由物质主导的平直宇宙中的，则
{\displaystyle a\propto t^{\frac {2}{3(1+w)}},}
其中{\displaystyle t\,}是时间。
弗里德曼加速方程一般写作
{\displaystyle 3{\frac {\ddot {a}}{a}}=\Lambda -4\pi G(\rho +3p)}
其中{\displaystyle \Lambda }是宇宙学常数，{\displaystyle G}是牛顿的万有引力常数，{\displaystyle {\ddot {a}}}是宇宙標度因子对时间的二阶导数。
如果我们定义（可以称作“有效”）能量密度和压力分别为
{\displaystyle \rho ^{\prime }\equiv \rho +{\frac {\Lambda }{8\pi G}}}
{\displaystyle p^{\prime }\equiv p-{\frac {\Lambda }{8\pi G}}}
以及
{\displaystyle p^{\prime }=w^{\prime }\rho ^{\prime }}
则弗里德曼加速方程可以写做
{\displaystyle {\frac {\ddot {a}}{a}}=-{\frac {4}{3}}\pi G\left(\rho ^{\prime }+3p^{\prime }\right)=-{\frac {4}{3}}\pi G(1+3w^{\prime })\rho ^{\prime }}

### 非相对论性物质
对普通的非相对论性物质（例如，冷的尘埃气体等）而言，状态方程有{\displaystyle w=0\,}，这表明它们满足关系{\displaystyle \rho \propto a^{-3}=V^{-1}}，其中{\displaystyle V\,}是体积。这意味着能量密度会随体积变化发生同样的红移，这对于普通的非相对论性物质来说是很自然的。

### 超快相对论性物质
对超快相对论性物质（例如，辐射，以及极早期宇宙的物质），状态方程有{\displaystyle w=1/3\,}，这表明它们满足关系{\displaystyle \rho \propto a^{-4}}。这意味着在一个膨胀宇宙中，能量密度的衰减要比体积的膨胀更快。这从物质波的角度可以理解为：由于辐射具有动量，对应的物质波波长会发生红移。

### 宇宙暴脹和加速膨胀
宇宙的暴脹和加速膨胀可以用暗能量的状态方程来描述。在最简单的情形中，宇宙学常数的状态方程有{\displaystyle w=-1\,}。在这个情形下，上面给出的宇宙標度因子的表达式不成立，而有{\displaystyle a\propto e^{Ht}}，其中{\displaystyle H\,}是哈勃参数。更一般来讲，宇宙的加速膨胀可以用任何一个满足{\displaystyle w<-1/3\,}的状态方程来描述。所谓幽灵能量的状态方程对应着{\displaystyle w<-1\,}，这在理论上会造成最终宇宙的大撕裂（Big Rip）。

### 流体
在一个膨胀宇宙中，具有更大的参数{\displaystyle w\,}值的流体比具有更小参数值的流体消失得更快。这就引发了大爆炸理论中平直问题（即现在观测到的宇宙的能量密度非常接近临界密度，从而它是近乎平直的）和磁单极子问题：空间曲率具有{\displaystyle w=-1/3}的状态方程而磁单极子具有{\displaystyle w=0\,}的状态方程，因此如果它们曾出现在大爆炸的早期，它们在今天应该还能被观测到。在暴脹模型中这些问题得到了解决，暴脹模型具有{\displaystyle w\approx -1}的状态方程。对暗能量的状态方程进行测量是当今观测宇宙学领域所作的最大努力之一，通过对{\displaystyle w\,}值的测量，人们寄希望于宇宙学常数可以与{\displaystyle w\neq -1}的第五元素区分开来。

### 标量模型
具有状态方程的理想流体可以看作是一个标量场：
{\displaystyle {w={\frac {{\frac {1}{2}}{\dot {\phi }}^{2}-V(\phi )}{{\frac {1}{2}}{\dot {\phi }}^{2}+V(\phi )}},}}
其中{\displaystyle {\dot {\phi }}}是{\displaystyle \phi }对时间的导数，而{\displaystyle V(\phi )}是势能。一个自由的（即{\displaystyle V=0}）标量场具有{\displaystyle w=1\,}的状态方程，而具有减少的动能的标量场等价于一个宇宙学常数：{\displaystyle w=-1}。任何介于两者之间的状态方程（{\displaystyle w=-1}这一界限被称作幽灵分界线（Phantom Divide Line））都是有意义的，从而通过标量场构建了能够解释宇宙学的很多现象的有用模型。

### 的观测值
根据2007年发表在自然杂志的一篇文章，科学家们通过对超新星和星系群的观测证据，以及对宇宙微波背景辐射的观测结果推导出状态方程的参数{\displaystyle w\,}的值应该在-1左右的很小范围内。